# Ceraclea brachyacantha
Ceraclea brachyacantha är en nattsländeart som beskrevs av Yang och Tian 1987. Ceraclea brachyacantha ingår i släktet Ceraclea och familjen långhornssländor. Inga underarter finns listade i Catalogue of Life.